# Tháng 12 năm 2005
Trang này liệt kê những sự kiện quan trọng vào tháng 12 năm 2005.

## Thứ năm, ngày1 tháng 12
- Tòa án Hiến pháp Cộng hòa Nam Phi hợp pháp hoá hôn nhân đồng tính.

## Thứ sáu, ngày2 tháng 12
- Nguyễn Tường Vân, một người Úc gốc Việt, bị treo cổ tại Singapore vì tội buôn lậu ma túy.
- Xương hóa thạch của chim thủy tổ Archaeopteryx mới được miêu tả đưa ra giả thuyết là nó giống những khủng long loài Theropod.

## Thứ bảy, ngày3 tháng 12
- Ở Đài Loan, Quốc dân đảng được hơn số phiếu đảng Dân chủ Cấp tiến trong cuộc bầu cử địa phương giữa nhiệm kỳ.

## Chủ nhật, ngày4 tháng 12
- Hàng chục ngàn người xuống đường biểu tình ở Hồng Kông cho quyền bỏ phiếu phổ thông và bình đẳng.
- Phong trào Cộng hòa thứ 5 thắng cuộc bầu cử nghị viện ở Venezuela, bởi vì hầu hết đảng đối lập tẩy chay cuộc bầu cử này.

## Thứ hai, ngày5 tháng 12
- Đại hội Thể thao Đông Nam Á 2005 bế mạc tại Philippines.
- Một máy bay C-130 Hercules của Không quân Iran bị tai nạn và rơi vào một tòa chung cư tại thủ đô Tehran, làm thiệt mạng ít nhất 128 người.

## Thứ tư, ngày7 tháng 12
- Xét xử Saddam Hussein bị hoãn cho hai tuần lễ. Sau khi tố cáo tòa chỉ là "tay sai của nước Mỹ," ông Hussein không có mặt ở ngày cuối cùng để nghe các nhân chứng.

## Thứ năm, ngày8 tháng 12
- Nghị định III của Hiệp định Genève được chấp nhận, chọn Tinh thể Đỏ thành biểu trưng thứ ba của Phong trào Chữ thập Đỏ – Trăng lưỡi liềm Đỏ quốc tế, mở đường cho Israel gia nhập phong trào.

## Chủ nhật, ngày11 tháng 12
- Tân Hoa xã và nhật báo Quảng Châu đưa tin cảnh sát CHND Trung Hoa đã bắn chết 3 người, làm bị thương 8 người tham gia biểu tình liên quan đến đền bù đất đai ngày 6 tháng 12 ở làng Đông Châu, Quảng Đông. Nguồn tin khác cho hay số người chết có thể đến 20 người. Viên chức ra lệnh nổ súng đã bị bắt, nhưng danh tánh ông này còn được giữ bí mật. Tuổi trẻ[liên kết hỏng] BBC BBC
- Giải vô địch bóng đá thế giới các câu lạc bộ 2005 được tổ chức tại Nhật Bản.

## Thứ năm, ngày15 tháng 12
- Người dân Iraq bầu cử trong cuộc tổng tuyển cử đầu tiên sau khi bị Hoa Kỳ xâm lược.

## Thứ bảy, ngày17 tháng 12
- Ít nhất 41 người bị chết đuối vì lũ lụt và đất lở tại miền Trung Việt Nam trong các tuần qua.

## Thứ hai, ngày19 tháng 12
- Evo Morales thắng đa số trong cuộc bầu cử tổng thống Bolivia. Ông là người Aymara, tổng thống bản xứ đầu tiên của nước đó.

## Thứ sáu, ngày23 tháng 12
- Một nhóm hội thảo tại Đại học Quốc gia Seoul kết luận tiến sĩ Hwang Woo-Suk đã giả mạo một phần nghiên cứu về tế bào gốc.
- Cuộc đình công của nhân viên vận tải tại Thành phố New York ngưng lại trong lúc hai bên đang thương lượng; các dịch vụ trở lại bình thường.
- Chính phủ nước Tchad tuyên bố "tình trạng chiến tranh" với nước bên Sudan, sau cuộc tấn công do một nhóm chống đối thuộc về tổ chức RDL từ Darfur tại thị xã Adre.

## Chủ nhật, ngày25 tháng 12
- Tối cao Pháp viện Libya hủy bỏ kết án và án tử hình của năm y tá Bulgari và một bác sĩ Palestine bị tội làm lây virus HIV cho hàng trăm trẻ em.

## Thứ ba, ngày27 tháng 12
- Phong trào Giải phóng Aceh giải thể lực lượng vũ trang, kết thúc 30 năm bạo loạn tại Aceh, Indonesia.

## Thứ tư, ngày28 tháng 12
- Andrey Illarionov, cố vấn cấp cao của tổng thống Nga Vladimir Putin từ chức sau khi tuyên bố rằng Nga "không còn là một nước dân chủ".

## Thứ năm, ngày29 tháng 12
- Ủy ban điều tra khoa học tại Đại học Quốc gia Seoul thông báo tiến sĩ Hwang Woo-Suk đã giả mạo toàn bộ nghiên cứu về tế bào gốc.